# Unidad de Vinculación Artística
La Unidad de Vinculación Artística (UVA) es un área estratégica del Centro Cultural Universitario Tlatelolco de la UNAM, para la educación artística no formal. Desde septiembre de 2010, ofrece talleres libres relacionados con diferentes disciplinas artísticas, dirigidos a audiencias de todas las edades, perfiles e intereses.

## Historia del lugar
Las instalaciones de la Unidad de Vinculación Artística se ubican en el complejo arquitectónico de la que fuera la Secretaría de Relaciones Exteriores (SRE) en Tlatelolco, en la Ciudad de México. Durante muchos años, este sitio albergó al Centro de Desarrollo Infantil "Rosario Castellanos", que era un espacio educativo para las hijas e hijos de los trabajadores de la SRE y para los vecinos de la Unidad Habitacional Nonoalco-Tlatelolco.

## Actividades
La Unidad de Vinculación Artística inició actividades en septiembre de 2010 con el Ciclo 0, en el que se ofrecieron 38 talleres para 356 alumnas y alumnos. Cada año se ofrecen cerca de 150 talleres organizados en dos ciclos de trabajo de 16 semanas cada uno. Desde 2014, además, la UVA organiza una convocatoria abierta y pública para que las y los profesionales interesados en impartir talleres puedan presentar una propuesta. En noviembre de 2018 se inauguró la Biblioteca Alaíde Foppa, cuyo acervo está conformado por más de 5,000 ejemplares, donados por editoriales, particulares y diversas instituciones. Además de los talleres, en este espacio se organizan exposiciones, conciertos, obras de teatro y actividades especiales.

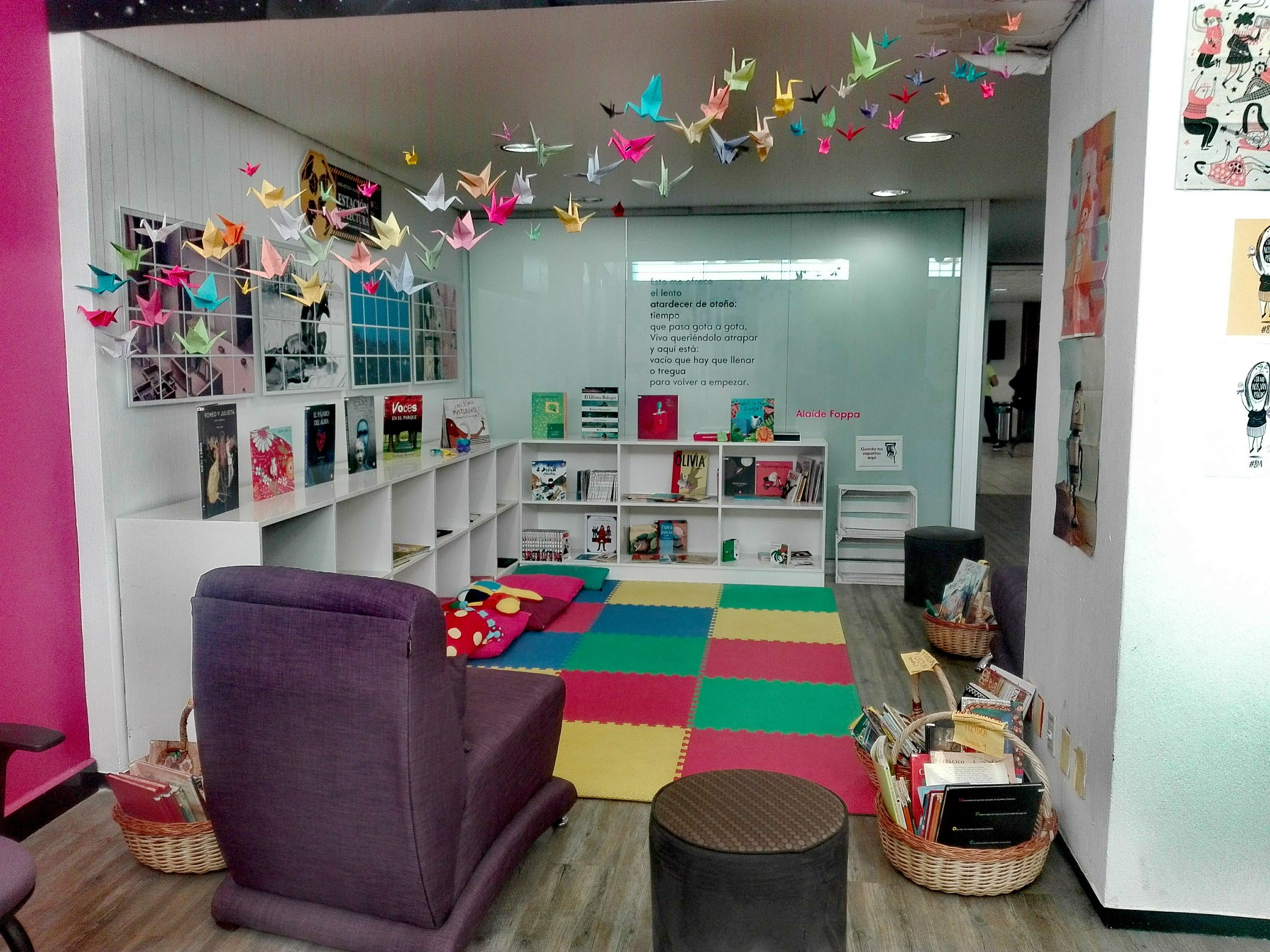
Biblioteca Alaíde Foppa

En la oferta recreativa para niñas y niños se incluyen talleres de danza, música, teatro, artes plásticas, literatura y ciencias.

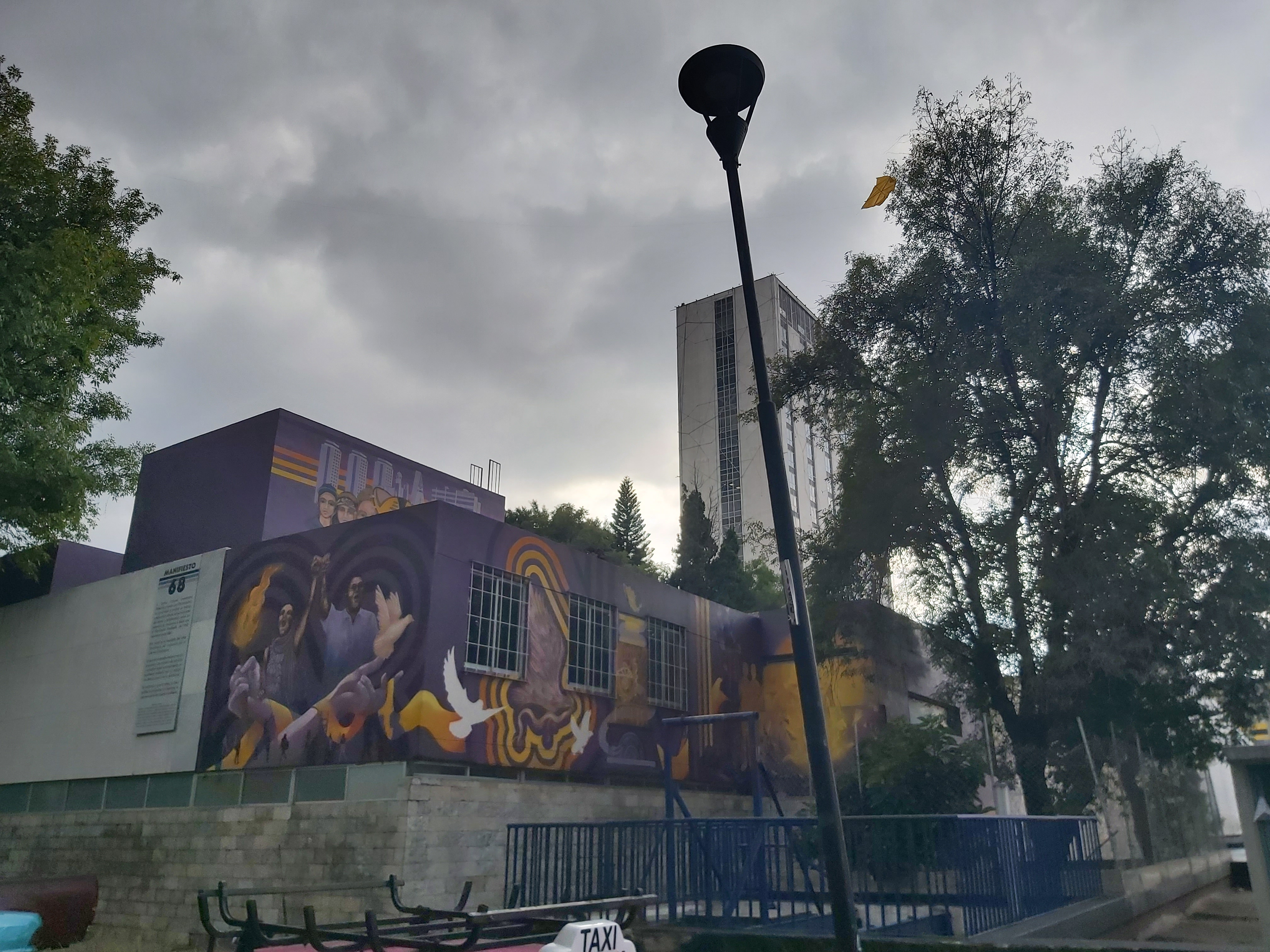
Mural en la UVA

### Ejemplos de talleres impartidos en ciclos pasados
1. Acrobacia aérea
2. Cine documental: narrativas contemporáneas
3. Clínica de dragmatismo y alta postura
4. Clown y comedia física
5. Crónicas y relatos de vida
6. Cuento K.O.
7. Desde la butaca
8. El gozo de contar cuentos
9. Entre libros y reinas
10. Formulación de proyectos artísticos y culturales
11. Laboratorio de exploración urbana y Crónica literaria
12. Laboratorio de imaginarios y Literatura digital
13. Laboratorio de resistencia y memoria audiovisual
14. Poesía siempre a deshoras
15. Producción musical y diseño sonoro
16. Ritmos afrolatinos
17. Rueda casino
18. Taller de vestuario escenográfico: mi cuerpo es un campo de batalla
19. Tango
20. Teatro de calle, barrio y tradición.[6]

## Publicaciones
El equipo de servicio social de la UVA ha creado una publicación digital bimestral llamada ZuZine Distancie, en la que se recopilan entrevistas, artículos y opiniones en torno a diferentes temas.
Los números hasta ahora publicados, son:
1. Pandemia y nuevas normalidades. Núm. 0, diciembre 2020
2. Esto no es arte. Núm. 1, febrero 2021
3. Infancias incómodas. Núm. 2, abril 2021
4. #UVApride. Núm. 3, junio 2021.[7]